# SN 2006rs
SN 2006rs – supernowa typu Ia odkryta 11 listopada 2006 roku w galaktyce IC 28. Jej maksymalna jasność wynosiła 16,54m.